# Astelia argyrocoma
Astelia argyrocoma är en enhjärtbladig växtart som beskrevs av Amos Arthur Heller och Carl Skottsberg. Astelia argyrocoma ingår i släktet Astelia och familjen Asteliaceae. Inga underarter finns listade i Catalogue of Life.